# Дом с прислугой
«Дом с прислугой» (англ. Servant) — американский сериал в жанре психологических ужасов, созданный  М. Найтом Шьямаланом, который является ещё и шоураннером. Главные роли в сериале сыграли Лорен Эмброуз, Тоби Кеббелл, Нелл Тайгер Фри и Руперт Гринт. Премьера состоялась 28 ноября 2019 года на сервисе Apple TV+, шоу получило положительные отзывы критиков.
Ещё до премьеры Apple продлил «Дом с прислугой» на второй сезон, премьера которого состоялась 15 января 2021 года. Показ третьего сезона начался 21 января 2022 года, четвёртого и последнего — 13 января 2023 года.

## Сюжет
Богатая пара из Филадельфии, Дороти и Шон Тёрнеры, переживает брачный кризис после смерти трехмесячного сына Джерико. Когда у Дороти начинается психоз, супруги проходят терапию с использованием куклы-реборна. Эта кукла, которую Дороти считает своим настоящим ребёнком, оказывается единственной вещью, способной вывести её из состояния кататонии. Через шесть недель после смерти малыша Шон и Дороти нанимают молодую няню Лиэнн Грейсон для заботы о Джерико, тем самым открыв свой дом для таинственной силы. Шон, самостоятельно справляющийся с горем, относится к Лиэнн с большим подозрением.

## В ролях
Основной состав
- Лорен Эмброуз — Дороти Тёрнер (в девичестве Пирс), репортёр местного телеканала 8News, у которой умер первенец.
- Тоби Кеббелл — Шон Тёрнер, муж Дороти и шеф-повар.
- Нелл Тайгер Фри — Лиэнн Грейсон, молодая няня из Висконсина, нанятая Тёрнерами для присмотра за малышом Джерико.
- Руперт Гринт — Джулиан Пирс, младший брат Дороти и алкоголик.

Второстепенный состав
- Джек и Джеймс Хугерверф — малыш Джерико (сезоны 2, 3, 4).
- Мэйсон и Джулиус Белфорд — малыш Джерико (сезон 1).
- Филипп Джеймс Браннон — Мэтью Роско, друг Джулиана, частный детектив.
- Тони Револори — Тоби, помощник Шона.
- C.Дж. Сун — Ванда (сезон 1), няня, с которой заводит дружбу Лиэнн.
- Молли Григгс — Изабель Кэррик, репортер телеканала 8News, коллега и конкурентка Дороти.
- Борис Макгивер — дядя Джордж, «дядя» Лиэнн.
- Джеррика Хинтон — Натали Горман (сезоны 1—2), подруга Дороти и кинезиолог, предложившая куклу-реборн в качестве психотерапии.
- Тодд Уоринг — Фрэнк Пирс, отец Дороти и Джулиана, дед Джерико.
- Элисон Эллиотт — тётя Мэй Маркхэм (сезоны 1, 2, 4), «тетя» Лиэнн и лидер секты «Церковь Малых Святых».

Приглашённые актёры
- М. Найт Шьямалан — курьер
- Барбара Зукова — тётя Жозефина

## Список эпизодов
| Сезон | Сезон | Эпизоды | Премьера сезона | Финал сезона   |
|       | 1     | 10      | 28 ноября 2019  | 17 января 2020 |
|       | 2     | 10      | 15 января 2021  | 18 марта 2021  |
|       | 3     | 10      | 21 января 2022  | 25 марта 2022  |
|       | 4     | 10      | 13 января 2023  | 17 марта 2023  |

### Сезон 1 (2019—2020)
| № общий | № в сезоне | Название               | Режиссёр          | Автор сценария | Дата премьеры   |
| --- | ---------- | ---------------------- | ----------------- | -------------- | --------------- |
| 1 | 1          | «Возрождение» «Reborn» | М. Найт Шьямалан  | Тони Басгэллоп | 28 ноября 2019  |
| Лиэнн, замкнутая восемнадцатилетняя девушка, переезжает в Филадельфию в дом Дороти и Шона Тернеров и становится няней для «малыша Джерико» — куклы-реборна. После смерти настоящего ребёнка в возрасте 13 недель с Дороти случился нервный срыв, и кинезиолог предложила использовать эту куклу как способ справиться с утратой. Однако Дороти ведёт себя так, будто кукла живая. Она с энтузиазмом воспринимает Лиэнн и возвращается на работу на местном телеканале. Шон одинок в своем горе и чувствует себя неловко рядом с религиозной Лиэнн, которая тоже ведет себя так, будто ребёнок настоящий. После того, как няня укладывает ребёнка спать, Шон обнаруживает в колыбели живого младенца. |            |                        |                   |                |                 |
| 2 | 2          | «Дерево» «Wood»        | Дэниел Сакхайм    | Тони Басгэллоп | 28 ноября 2019  |
| Лиэнн выглядит озадаченной, когда Шон требует сказать ему, чей ребёнок находится в их доме. Няня отвечает, что это его сын. Дороти ведет себя нормально, когда видит Джерико, как будто он никогда не умирал. Пока обе женщины спят, Шон пытается отвезти младенца в полицию, но внезапно не может разблокировать систему сигнализации и выйти из дома. Он связывается с Джулианом, младшим братом Дороти, который, наряду с их отцом, является одним из немногих, кто знает о смерти Джерико. Шон уничтожает самодельный соломенный крест, который Лиэнн повесила над кроваткой ребёнка. Он начинает находить занозы в разных частях своего тела и теряет способность чувствовать вкус. У Дороти начинаются приступы кататонии — состояния, в котором она находилась после смерти Джерико шестью неделями ранее. |            |                        |                   |                |                 |
| 3 | 3          | «Угорь» «Eel»          | Дэниел Сакхайм    | Тони Басгэллоп | 28 ноября 2019  |
| Лиэнн теряет сознание, наблюдая, как Шон убивает и разделывает угря на кухне. Джулиан и частный детектив Роско используют адрес из CV няни и отправляются в Медисин Бридж, штат Висконсин. Они обнаруживают сгоревший дом, принадлежавший семье Грейсонов, а также могилы Лиэнн, которая родилась в 2001 году и умерла в 2007 году, и её родителей, которые также погибли при пожаре. Джулиан считает, что Лиэнн — самозванка, которая пытается получить деньги от семьи Тёрнеров при помощи шантажа. Лиэнн начинает подражать Дороти. |            |                        |                   |                |                 |
| 4 | 4          | «Мишка» «Bear»         | Нимрод Антал      | Тони Басгэллоп | 6 декабря 2019  |
| Узнав, что Лиэнн забирает Джерико в свою спальню по ночам, Шон устанавливает в её комнате скрытую видеокамеру, чтобы шпионить за ней. Во флэшбэках демонстрируется, что Дороти пережила несколько выкидышей до рождения Джерико. Дороти решает взять Лиэнн и Джерико с собой на работу, чтобы познакомиться с коллегами, но Шон вмешивается и настаивает, что Джерико ещё слишком мал. Однако, наблюдая, как жена ведёт в прямом эфире репортаж с судебного процесса по делу об убийстве, Шон замечает на заднем плане Лиэнн с младенцем. Вечером няня смотрит DVD 2011 года с записями репортажей Дороти, в одном из которых та берёт интервью у маленькой Лиэнн на детском конкурсе. |            |                        |                   |                |                 |
| 5 | 5          | «Сверчок» «Cricket»    | Нимрод Антал      | Тони Басгэллоп | 13 декабря 2019 |
| Лиэнн обижена и возмущена действиями Дороти и Шона по отношению к ней. Она чувствует себя преданной, когда Дороти отправляет её в кондитерскую за тортом, чтобы остаться наедине с Шоном. В свою очередь Шон срывается на Дороти, когда она приносит из подвала жёлтые ползунки. После того, как Лиэнн записывает их имена в свою Библию перед вечерней молитвой, Дороти внезапно просыпается с герпесом на лице, а Шон снова находит в своём теле занозу. Джулиан пытается выгнать Лиэнн из дома, устраивая жестокие розыгрыши, в том числе подбрасывая в её спальню сверчков и подменяя томатный суп собачьим кормом. Ванда, которая выдает себя за няню, присматривающую за маленькой дочерью соседей, заводит дружбу с Лиэнн. Однако когда Лиэнн посещает предполагаемого работодателя Ванды, то узнаёт, что у семьи нет ни няни, ни ребёнка. После прихода Ванды в дом Тёрнеров Лиэнн угощает девочку мороженым, что вызывает у неё аллергическую реакцию. Ванда в панике ищет выпавшую шприц-ручку с эпинефрином и вынуждена признаться, что её подослал Джулиан, чтобы поговорить с Лиэнни и посоветовать ей съехать. Лиэнн едва не даёт девочке умереть, но в итоге колет ей эпинефрин. Ночью Лиэнн занимается самобичеванием, хлестая плёткой по спине, а мёртвый сверчок в комнате оживает. |            |                        |                   |                |                 |
| 6 | 6          | «Дождь» «Rain»         | Алексис Острандер | Тони Басгэллоп | 20 декабря 2019 |
| Шон на день уезжает из города по делам. После того, как Лиэнн получает по почте открытку с надписью «Нашлась!», приезжает её пожилой дядя Джордж. Он нервирует Дороти, демонстрируя странное поведение и объявляет, что Лиэнн должна вернуться домой. Джордж дарит Тёрнерам деревянную фигурку повара в честь Шона, которую Лиэнн вешает на карусель рядом с Джерико. Дороти настаивает на том, чтобы Джордж остался на ночь, поскольку идёт сильный ливень, а Джулиан также соглашается переночевать в их доме. Ночью Джулиан и Дороти обнаруживают Джерико на полу в его спальне, в то время как Джордж свернулся калачиком в детской кроватке. На следующий день Лиэнн говорит, что хочет остаться, дядя Джордж соглашается, но говорит, что вернётся с тётей Мэй, которой Лиэнн точно не сможет отказать. |            |                        |                   |                |                 |
| 7 | 7          | «Хаггис» «Haggis»      | Алексис Острандер | Тони Басгэллоп | 27 декабря 2019 |
| Натали, подруга Дороти и кинезиолог, оказывается «психотерапевтом», которая предложила куклу-реборн, чтобы вывести Дороти из кататонического состояния после смерти Джерико. После сеанса с Дороти Натали выражает недовольство, когда узнаёт, что Тёрнеры наняли няню для куклы. Натали слышит детский плач и заходит в комнату Джерико, где оказывается Лиэнн, которая хватает её за волосы и выбегает из комнаты вместе с младенцем. Натали упрекает Шона в длительном использовании куклы-младенца, которая должна была стать лишь временным средством терапии, и предлагает вернуть Дороти на землю. Дороти приглашает Натали на ужин, и та критикует Тёрнеров за пагубное поведение. Натали пытается убедить Дороти в том, что та нездорова, но Дороти убеждена, что Натали, Шон и Джулиан просто мешают ей делать карьеру. Лиэнн спускается в подвал за вином, и на бетонном полу появляется большая трещина. Натали слышит рычание и заходит в комнату Джерико, где обнаруживает живого ребёнка. На неё нападает ирландский волкодав, который следует за ней вниз по лестнице, и Джулиан забивает его бутылкой на глазах у перепуганной Лиэнн. Объясняясь с Натали по поводу ребёнка, Джулиан сообщает, что младенца принесла Лиэнн, а Тёрнеры собираются его официально усыновить. Он также рассказывает Натали, что до сих пор переживает смерть Джерико и то, что они сделали. Натали утешает его, и они занимаются в подвале сексом, после чего вместе уезжают домой к Джулиану. Лиэнн приносит свою Библию в комнату с мертвым волкодавом, и вскоре живой пёс выбегает из дома. |            |                        |                   |                |                 |
| 8 | 8          | «Пузырьки» «Boba»      | Лиза Брюльманн    | Тони Басгэллоп | 3 января 2020   |
| Тоби ведёт Лиэнн на свидание в боулинг, а Шон и Дороти отправляются на вручение премий в области тележурналистики. Джулиану поручают посидеть с ребенком в доме, но он не заходит в детскую, постоянно вспоминая день смерти Джерико. Заметив, что радионяня Джерико молчит, он обнаруживает, что младенец исчез, и вместо него в кроватке лежит кукла. Джулиан в панике звонит Шону, но их беседу прерывает Дороти, и он не успевает рассказать, что произошло. Он также связывается с Роско, который следит за Лиэнн и Тоби в боулинге, но ничего необычного не происходит. Когда Тоби провожает Лиэнн домой, она пытается поцеловать его, но он отстраняется, смущая и расстраивая девушку. Джулиан расспрашивает Лиэнн, куда делся младенец, и сообщает, что ездил в Висконсин и видел могилу Лиэнн. Лиэнн игнорирует вопросы Джулиана и относится к кукле как к настоящему ребёнку. Она также расспрашивает Джулиана, что тот увидел в день смерти Джерико. Джулиан держит куклу над перилами, угрожая сбросить её. Внезапно он слышит детский крик и ловит куклу, а затем начинает искать ребенка в доме. После безуспешных поисков он рассказывает Лиэнн о дне, когда умер Джерико. Дороти, вернувшись с вечеринки, находит в кроватке младенца. На улице Тоби сталкивается с Вандой, несущей люльку. Джулиан признаётся Шону, что рассказал Лиэнн правду о смерти Джерико. |            |                        |                   |                |                 |
| 9 | 9          | «Джерико» «Jericho»    | М. Найт Шьямалан  | Тони Басгэллоп | 10 января 2020  |
| Во флешбэке демонстрируется, что Дороти рожает Джерико дома в ванне, и Шон помещает плаценту супруги на хранение в морозильник. Шон уезжает в Калифорнию для участия в кулинарном телешоу в качестве судьи, в свою очередь Дороти изо всех сил старается ухаживать за капризным Джерико во время сильной жары, что приводит к недосыпанию и ухудшению её психического состояния. Однажды после обеда, принеся продукты из машины, измотанная Дороти забывает закрыть входную дверь. Весь остаток дня Джерико ведет себя тихо, но ночью Дороти обнаруживает, что его кроватка пуста. Дороти понимает, что забыла Джерико в машине, когда привозила продукты, и он несколько часов пролежал на заднем сидении. Дороти возвращается к машине и достаёт Джерико, который умер от перегрева. Дороти теряет рассудок; в течение следующих четырёх дней она ухаживает за трупом Джерико как за живым ребёнком, пока не приезжает Джулиан и узнаёт о случившемся. В настоящем времени у Дороти постоянно срабатывает автомобильная сигнализация. Выясняется, что это дел рук Лиэнн, которая напоминает Дороти о смерти Джерико в машине. Лиэнн спрашивает у Шона, почему он не ушёл от Дороти, и винит её в смерти сына. Шон защищает жену, говоря, что ему не следовало оставлять её одну, когда она так нуждалась в его поддержке. Вечером Лиэнн забирает ребёнка у Дороти под предлогом того, что та может его заразить. |            |                        |                   |                |                 |
| 10 | 10         | «Шарик» «Baloon»       | Джон Дал          | Тони Басгэллоп | 17 января 2020  |
| После крещения Джерико Тёрнеры и десятки гостей возвращаются в дом на приём. Шон готовит крокембуш с плацентой Джерико для ничего не подозревающих гостей. Джулиан видит дядю Джорджа на заднем плане видеозаписи с церемонии крещения и поручает Роско следить из машины за домом. Однако и дядя Джордж, и его спутница, тетя Мэй, уже проникли в дом. Лиэнн обнаруживает в детской Мэй, которая нянчит Джерико и требует, чтобы она вернулась с ребёнком домой, а Джордж уговаривает Шона помолиться вместе с ним. Дороти беспокоит кукла девочки, присутствующей среди гостей. Выясняется, что девочка пришла к ним из церкви, и полиция забирает её. Дороти сталкивается с Мэй и узнаёт её. Просматривая записи старых выпусков новостей, она находит свой репортаж, в котором эта женщина по имени Мэй Маркхэм являлась лидером секты Церкви Малых Святых и якобы погибла в огне вместе с большинством своих последователей после противостояния с полицией. Шон обнаруживает, что он потерял чувствительность, и держит руку над конфоркой плиты, пока не получает ожог. Мэй и Джордж ночью окружают машину Роско, и детектив исчезает. Тоби оставляет воздушный шарик, привязанный к дверной ручке комнаты Лиэнн. Лиэнн выходит из дома с этим шариком и чемоданом. На улице её встречает группа людей, которые обнимают её. Проезжающий мимо полицейский замечает толпу и сдаёт назад, чтобы разобраться, но люди исчезли в считанные секунды. Дороти с ужасом обнаруживает, что в кроватке вместо Джерико лежит кукла.                                                              |            |                        |                   |                |                 |

### Сезон 2 (2021)
| № общий | № в сезоне | Название                         | Режиссёр            | Автор сценария                     | Дата премьеры   |
| --- | ---------- | -------------------------------- | ------------------- | ---------------------------------- | --------------- |
| 11 | 1          | «Кукла» «Doll»                   | Жюлия Дюкурно       | Тони Басгэллоп                     | 15 января 2021  |
| Найдя в кроватке куклу-реборна, Дороти звонит в полицию и сообщает о «похищении Джерико», по-прежнему считая его своим настоящим ребёнком. До прибытия полиции Шон поспешно скрывает все атрибуты церемонии крещения. Одна из прибывших офицеров Рейес также присутствовала на вызове после смерти Джерико. Шон, Джулиан и Натали рассказывают ей легенду о том, что Дороти до сих пор воспринимала куклу как своего ребенка и считает, что Джерико пропал, потому что её разум наконец отверг куклу. Рейес удивлена тем, что они так долго использовали куклу-реборн, но для успокоения Дороти продолжает притворяться, что Джерико всё ещё жив. Офицеры уходят, не обращая внимания на рассказ Дороти о Мэй Маркхэм и секте. Шон осматривает свою сильно обожженную руку, по-прежнему не чувствуя боли. Он находит оставленную Лианной Библию, где его имя написано рядом с отрывком об «обнаружении проказы». Шон и Джулиан выбрасывают распечатанные Дороти листовки о пропаже Джерико, Мэй и Лиэнн, которые она просит расклеить по кварталу и привлечь внимание общественности. Джулиан также выкидывает в мусорник куклу и крадёт пинетку Джерико из его комнаты. Он отправляет Тёрнерам конверт с пинеткой и записку с текстом «Не говори никому, ребёнок жив», чтобы остановить поиски Дороти. Шон замечает куклу в мусоровозе и забирает её в дом, чтобы искупать. |            |                                  |                     |                                    |                 |
| 12 | 2          | «Космонавт» «Spaceman»           | Жюлия Дюкурно       | Нина Брэддок и Тони Басгэллоп      | 22 января 2021  |
| Через четыре дня после исчезновения Джерико Джулиан просыпается в его комнате. Он обнаруживает, что в пустой ванной набирается вода. Подарок Джулиана на крещение — костюм космонавта для Джерико, прибывает с опозданием, и Джулиан надевает его на куклу. Дороти продолжает изучать деятельность секты. Когда её вызывают на работу в качестве соведущей новостной программы, она соглашается не говорить ничего, что могло бы насторожить секту, но читает новости успокаивающим и материнским голосом, заставляя другого ведущего чувствовать себя неловко. Роско приходит в себя в своей машине возле дома, полагая, что он просто заснул ночью. Шон и Джулиан убеждают Натали загипнотизировать Роско, собираясь пробудить воспоминания о последних четырех днях пребывания в секте. Роско вспоминает, как сектанты привели его в тёмную комнату, и рассказывает тревожную историю о человеке с крюком вместо руки, удаляющем глаза ребенка. Шон не верит в эту историю, но Джулиан серьёзно напуган. Тем временем Дороти заканчивает свой эфир сообщением о пропаже Лиэнн Грейсон. Лиэнн звонит в дом и спрашивает Шона, почему её ищут и почему он не рассказал Дороти правду о смерти Джерико. В подвале образуются трещины, и сквозь них просачивается жидкость. |            |                                  |                     |                                    |                 |
| 13 | 3          | «Пицца» «Pizza»                  | Ишани Найт Шьямалан | Нина Брэддок и Тони Басгэллоп      | 29 января 2021  |
| Во флешбэках осложнения во время беременности вынуждают Дороти оставаться в постели до родов, а Шон ухаживает за ней. Когда Шона нет дома, оставленная рядом с плитой прихватка загорается, и срабатывает датчик дыма, Дороти спускается вниз, чтобы потушить огонь. Шон возвращается домой, и Дороти говорит ему, что она «решила проблему». В настоящем времени в подвале дома Тёрнеров происходит провал грунта. Джулиан поскальзывается и роняет в дыру бутылку вина. После выпуска новостей Дороти Тёрнеры собирают сведения о якобы виденной Лиэнн. Одно из сообщений приводит их к огромному особняку с девятью спальнями, который Дороти кажется подозрительным. Чтобы попасть внутрь, Тёрнеры организуют фальшивую службу доставки пиццы и оставляют меню на воротах. В итоге владельцы особняка делают заказ на двадцать две пиццы, которые, как подозревает Дороти, предназначены для членов секты. Шон посылает Тоби под видом курьера, прикрепив к его лацкану камеру, чтобы Тёрнеры и Джулиан могли наблюдать. Оказывается, что большой заказ предназначен для футбольной команды мальчиков, устраивающей вечеринку в особняке. Тоби встречает Лиэнн, которая, по-видимому, работает сиделкой прикованной к постели хозяйки дома, но Джерико не видно. После ухода Тоби Лиэнн заказывает себе одну пиццу. Дороти настаивает на том, чтобы приготовить пиццу самостоятельно. Тоби возвращается в особняк со второй доставкой и спрашивает Лиэнн, почему она ушла от Тёрнеров. Лиэнн говорит, что Дороти эгоистичная, злая и жестокая, и умоляет Тоби не рассказывать Тёрнерам, что нашел её. Во время разговора Лиэнн внезапно падает в обморок. Дороти звонит Тоби и сообщает, что без ведома Шона и Джулиана подсыпала снотворное в пиццу, и приказывает ему привезти Лиэнн обратно в дом Тёрнеров. Дороти говорит Шону и Джулиану, что «решила проблему».                                                  |            |                                  |                     |                                    |                 |
| 14 | 4          | «2:00» «2:00»                    | М. Найт Шьямалан    | Тони Басгэллоп                     | 5 февраля 2021  |
| Похитив Лиэнн, Дороти запирает её на заброшенном чердаке дома Тёрнеров. Она допрашивает Лиэнн о местонахождении Джерико, но Лиэнн уверяет, что ничего не знает. Дороти прячет ключ от чердака и запрещает Шону разговаривать с Лиэнн, полагая, что она сможет манипулировать им. Лиэнн украшает чердак различными найденными ею предметами, включая старый манекен и аналоговый метроном. Дороти начинает просыпаться ровно в 2:00 ночи каждую ночь в состоянии истерики и измывается над Лиэнн, требуя от нее сказать, где Джерико. Напуганная такой закономерностью, Дороти начинает подозревать, что у неё есть подавленные воспоминания о Джерико. Пока Дороти на работе, Шон находит ключ от чердака и без ведома Дороти навещает Лиэнн, принося ей изысканные блюда и осторожно расспрашивая её о Джерико. Лиэнн остается непреклонной и напоминает Шону, что настоящий Джерико умер. Шон возвращает Библию Лиэнн, и она молится на странице, где написано его имя. Во время ужина с Дороти и Джулианом к Шону внезапно возвращается чувство вкуса. В четвёртую ночь плена Лиэнн, предвидя, что Дороти снова явится в два часа ночи, оставляет манекен в своей кровати в качестве приманки, устраивает засаду и ударяет Дороти метрономом по голове, после чего убегает. Дороти застает Лиэнн у входной двери, где Лиэнн наконец признается, что знает о местонахождении Джерико, утверждая, что она и секта защищают его от Дороти. В ярости Дороти оглушает Лиэнн. Шон просыпается от сильной боли в обожженной руке, и к нему внезапно возвращаются чувствительность. Поскольку Дороти в их комнате нет, а чердак пуст, он обыскивает дом и обнаруживает, что Дороти заживо закопала Лиэнн в подвале. Шон выкапывает Лиэнн и утешает её, обвиняя Дороти в том, что она зашла слишком далеко. Во флэшбэках показано, как в два часа ночи Дороти проснулась и вспомнила о Джерико, которого днём оставила в машине. |            |                                  |                     |                                    |                 |
| 15 | 5          | «Торт» «Cake»                    | Лиза Брюльманн      | Нина Брэддок и Тони Басгэллоп      | 12 февраля 2021 |
| Лиэнн всё ещё находится в плену в доме Тёрнеров, хотя они разрешают ей свободно ходить по дому в определенное время суток. Раскаиваясь в содеянном, Дороти приглашает Тоби за завтраком составить компанию Лиэнн. По почте на имя Шона приходит посылка — крошечная фигурка младенца и записка с требованием выкупа в 200 000 долларов. Шон сначала подозревает Джулиана, но тот утверждает, что ничего не знает. Тёрнеры объединяют финансовые ресурсы, включая пакет с деньгами, который Шон и Джулиан отложили на случай выкупа. Шон также продает свою любимую кофемашину, чтобы собрать 200 000 долларов. Вечером Шон и Дороти отвозят деньги в торговый центр, а Джулиан остается в доме вместе с Лиэнн, которая с помощью Тоби печёт пирог. Лиэнн кладет фигурку пупса в один из коржей, вспоминая, как её мать-алкоголичка готовила пирог по тому же рецепту и всегда забирала пупса себе. Она прячет Тоби на чердаке и рассказывает, что Тёрнеры запирают её на ключ. Джулиан звонит Тёрнерам и узнаёт, что похитители не выходят на связь. Когда Джулиан разговаривает с Шоном наедине, они понимают, что Лиэнн смогла получить доступ к ноутбуку Шона и сделать заказ. Джулиан приходит к Лиэнн, которая объясняет, что Дороти должна за всё ответить. Дядя Джордж внезапно появляется в торговом центре и сталкивается с Тёрнерами. Они приходят в дом,и дядя требует рассказать, где находится Лиэнн. На чердаке Лиэнн поглощает пироги в поисках фигурки пупса, а рядом с ней мерцает гирлянда, и лопаются лампочки. |            |                                  |                     |                                    |                 |
| 16 | 6          | «Эспрессо» «Espresso»            | Изабелла Эклёф      | Нина Брэддок и Тони Басгэллоп      | 19 февраля 2021 |
| Дядя Джордж требует вернуть Лиэнн в дом, из которого она была похищена, наедине обещая Шону взамен исцелить его. Он утверждает, что он и Лиэнн — люди, которым «дали шанс прожить жизнь заново» для помощи другим, и говорит, что Лиэнн не должна была приходить к Шону и Дороти с Джерико, поэтому его и похитили. Во флешбэках Шон приносит домой новую кофеварку и получает приглашение быть главным судьей на телевизионном кулинарном конкурсе. Сначала он отказывается, поскольку должен заботиться о Джерико, но позже соглашается на предложение, оставляя Дороти одну с ребенком. Дороти пытается подкупить Джорджа, чтобы он уехал, но тот относит деньги в затопленный подвал и бросает их в яму, где Дороти закопала Лиэнн. Он находит в яме прядь волос Лиэнн и начинает молиться и полагая, что потоп — это божественное наказание за пребывание Лиэнн в доме. Шон пытается тайком увести Лиэнн из дома, обещая отвезти её в безопасное место, но Лиэнн понимает, что Джордж лжёт, и не собирается возвращать Джерико. На пороге их останавливает экстренный выпуск новостей, в котором говорится о стрельбе в доме Марино, откуда забрали Лиэнн. Число жертв пока неизвестно. |            |                                  |                     |                                    |                 |
| 17 | 7          | «Марино» «Marino»                | Нимрод Антал        | Ишани Найт Шьямалан                | 26 февраля 2021 |
| Услышав новость о стрельбе в доме Марино, Лиэнн истязает себя плёткой, а Джордж впадает в ступор. С неожиданным визитом в дом приходит офицер Рейес, и Тёрнеры прячут Джорджа. Сообщается, что тела супругов Марино найдены, но их сын, Серджио, пропал без вести. Рейес настаивает на осмотре дома; ей не удаётся найти Джорджа, но она обнаруживает на чердаке огромное количество соломенных крестов, сделанных Лиэнн. Рейес предупреждает Шона об ухудшающемся психическом состоянии Дороти, которое похоже на состояние мистера Марино, не справившегося с болезнью жены и причинившего вред своей семье. Она также сообщает, что на месте преступления была найдена записка, написанная мистером Марино, в которой говорилось, что надо найти тело Серджио. После ухода Рейеа Лиэнн узнаёт из новостей, что найден труп Серджио, которого застрелил отец. Она считает, что могла бы предотвратить убийства, если бы была в доме Марино. Тёрнеры получают деревянный ящик, адресованный Джорджу. В нем находится видеокассета Betamax, записка с надписью «Соберите их вместе в сочельник», кинжал и несколько ампул. Тем временем Лиэнн уничтожает соломенные кресты на чердаке и, видимо, восстает против Бога, так как чердачное окно разбивается вдребезги. |            |                                  |                     |                                    |                 |
| 18 | 8          | «Любовное гнездышко» «Loveshack» | Изабелла Эклёф      | Нина Брэддок и Ишани Найт Шьямалан | 5 марта 2021    |
| Джордж уверяет Тёрнеров, что им вернут Джерико, и начинает собирать «ингредиенты». Неожиданно появляется Роско, который вынуждает супругов покинуть дом и проводить время на заднем дворе. Как выясняется, об этой услуге его попросил Джордж. Дороти набрасывается на Джорджа, который утверждает, что должен был подготовиться в одиночку и воссоединение случится, когда «пробьют часы». Рука Шона начинает заживать от пасты, которую ему сделал Джордж. Тем временем Джулиан пытается наладить отношения с Лиэнн, когда узнаёт, что сгоревший дом на самом деле принадлежал ей. Лиэнн рассказывает, что мать была жестока с ней, поэтому она сожгла её любимое платье, что и стало причиной пожара в доме. Джулиан демонстрирует, что он проигнорировал звонки Дороти в день перед смертью Джерико и именно его следует винить. Разделив вину, они занимаются сексом. Джордж включает песню и начинает биться головой о стену в бывшей комнате Лиэнн. На чердаке Джордж видит, что Лиэнн спит с Джулианом. Она случайно опрокидывает свечу на пол, создавая огненную преграду между собой и Джорджем. Лиэнн заявляет, что не боится Мэй, но Джордж заявляет, что ей нужно бояться кого-то другого. В состоянии шока Джордж выбегает из дома на улицу, и его сбивает машина, а Лиэнн наблюдает за происходящим из окна. |            |                                  |                     |                                    |                 |
| 19 | 9          | «Гусь» «Goose»                   | Нимрод Антал        | Тони Басгэллоп                     | 12 марта 2021   |
| Лиэнн сообщает Тёрнерам, что Джордж уехал, и умалчивает об автомобильной аварии предыдущей ночью. Ожидая, что Джерико вернётся в канун Рождества, Дороти устраивает семейную вечеринку. На ней присутствуют Тёрнеры, Джулиан, Лиэнн, Фрэнк и его молодая подружка Кортни. Фрэнк и Джулиан объясняют Кортни ситуацию с Джерико, но она с трудом вникает в суть дела. В течение ужина напряжение нарастает, так как Тёрнеры постепенно осознают, что им не вернут Джерико. На протяжении всей ночи Джулиан злоупотребляет алкоголем и тайком в ванной нюхает кокаин, игнорируя звонки Натали. Лиэнн надеется продолжить роман с Джулианом, но тот отказывается, утверждая, что секс был плохой идеей. Джулиан теряет сознание в ванной в результате передозировки, и Кортни находит его тело. Шон безуспешно пытается его реанимировать, делая массаж сердца; Дороти выходит из подвала и с ужасом смотрит на бездыханное тело брата. Неожиданно появляется Лиэнн и оживляет Джулиана. Джулиан утверждает, что после смерти увидел Джерико, и тот был в порядке. После ухода гостей Лиэнн обнаруживает, что Дороти в подвале сделала петлю из одежды Джерико, чтобы повеситься, если его не вернут ей. В дом стучится женщина в вуали и спрашивает Шона, не ищет ли он Джерико. |            |                                  |                     |                                    |                 |
| 20 | 10         | «Жозефина» «Josephine»           | Ишани Найт Шьямалан | Ишани Найт Шьямалан                | 19 марта 2021   |
| Женщина в вуали представляется Джозефиной. Она разговаривает с Дороти, намекая на смерть Джерико и вручает ей ползунки, в которых он умер. Озадаченная этим, Дороти запирается в детской. Джозефина заманивает Шона в другую комнату и запирает его внутри, после чего встречается с Лиэнн на чердаке. Джозефина ставит Лиэнн кассету «Бетамакс» — видео «Церкви Малых Святых» о процессе «воссоединения» заблудших членов церкви путем нанесения ранений, ослепления, убийства и сожжения тел. Джозефина заявляет, что это видео — последнее предупреждение и заставляет Лиэнн молиться вместе с ней. Получив указание забыть о Дороти, Лиэнн убегает в подвал и молится там в одиночестве. Дверь Шона оказывается открытой, и он идёт в детскую. Дороти теперь считает, что сектанты убили Джерико и готовится к самоубийству. Шон умоляет Дороти одуматься. В подвале Джозефина пытается провести процесс «очищения» Лиэнн, но тут появляется Дороти и оглушает Джозефину лопатой. Когда Дороти выходит из подвала, чтобы позвать Шона, Джозефина снова нападает на Лиэнн, но Лиэнн протыкает ей глаз кинжалом. Шон пытается рассказать Дороти правду о смерти Джерико, но их прерывает пение в радионяне. Они находят Лиэнн, которая в детской держит на руках живого Джерико. Лиэнн заявляет, что Тернеры — её семья. Вернувшись в свою спальню, Лиэнн разговаривает сама с собой, упоминая растущую в ней тьму и объявляя войну секте. В доме и на улице отключается электричество, а за стеной комнаты Лиэнн находится обгоревший труп Джозефины. |            |                                  |                     |                                    |                 |

### Сезон 3 (2022)
| № общий | № в сезоне | Название                     | Режиссёр                       | Автор сценария                | Дата премьеры   |
| --- | ---------- | ---------------------------- | ------------------------------ | ----------------------------- | --------------- |
| 21 | 1          | «Осёл» «Donkey»              | М. Найт Шьямалан               | Райан Скотт                   | 21 января 2022  |
| Через три месяца после визита тети Джозефины и таинственного появления Джерико, Лиэнн страдает паранойей. Полагая, что секта придет за ней, она отказывается покидать дом Тёрнеров. Джулиан, прошедший лечение в реабилитационном центре, сопровождает Лиэнн на прогулке с Джерико. Джулиан пытается порвать с ней, но она говорит, что ей нравятся их отношения. Она принимает незнакомца за дядю Джорджа и спешно возвращается в дом вместе с Джерико. Когда Джулиан идет за ней внутрь, от горгульи, украшающей фасад дома, отваливается кусок и разбивается вдребезги на тротуаре, едва не задев его. Дороти дарит Лиэнн купальник-бикини. На следующий день Дороти, Джерико, Шон, Джулиан и его девушка Вира уезжают на пляж, а Лиэнн остается. Она сидит в подвале с пустым дневником, а грязь в выгребной яме начинает пузыриться. Лиэнн царапает на странице множество галочек. Лиэнн занимается уборкой, двери захлопываются сами по себе, и она слышит странные звуки. Она пьет вино и приглашает к себе Тоби, но он занят. Дороти заходит в FaceTime Лиэнн, чтобы узнать, как дела, и упоминает, что на Джулиана напала стая бешеных чаек. Лиэнн находит свой дневник на полу в коридоре и понимает, что нарисованные ею галочки — это стая птиц. Она слышит шум и видит мужчину, роющегося в ящиках стола в хозяйской спальне. Она прячется в стенном шкафу и звонит Шону, тот обещает вызвать полицию. Лиэнн выходит из шкафа и наступает на скрипучую доску, что настораживает злоумышленника. Она прячется за стеной в своей спальне, где до сих пор лежит тело тети Джозефины, облепленное мотыльками. В ванной Лиэнн включает сигнал будильника на своем телефоне, чтобы заманить мужчину внутрь, и закрывает дверь. Она говорит мужчине, который, по ее мнению, является членом культа, что у них есть выбор. Прибывает полиция, но преступник отталкивает Лиэнн и сбегает. Вскоре в дом возвращаются Тернеры, и семья узнает, что в этом районе уже совершенно несколько подобных ограблений. Лиэнн понимает, что среди украденных вещей был и её кинжал. Дороти говорит Лиэнн, что они установят камеры видеонаблюдения. В конце эпизода Лиэнн наблюдает за мотыльком на абажуре. |            |                              |                                |                               |                 |
| 22 | 2          | «Улей» «Hive»                | Ишани Найт Шьямалан            | Ишани Найт Шьямалан           | 28 января 2022  |
| Тёрнеры устанавливают дорогую систему камер видеонаблюдения. Дороти устраивает вечеринку для мамочек с детьми, не посоветовавшись с Лиэнн. Лиэнн неохотно разрешает Дороти провести вечеринку. Лиэнн кажется, что установщик камер держит в руках её кинжал, но это всего лишь отвертка. Прибывают гости, в том числе ведущий по имени мистер Хи-Хи. Лиэнн относится к нему настороженно. Одна из мамочек задаёт Дороти несколько наводящих вопросов и даже спрашивает о скорой помощи в доме Тёрнеров прошлым летом, когда Дороти по неосторожности оставила Джерико. Лиэнн кажется, что мамочки — члены секты. Она незаметно осматривает их спины на наличие шрамов, пока они находятся в позе «собака мордой вниз», и видит один шрам, выглядывающий из майки одной из матерей. Напуганная, она бежит на кухню, но сталкивается с Шоном, который проливает на неё свое блюдо с кровью. Поднявшись наверх и застирывая одежду, она видит в своей комнате мамочку, которая заглядывает под её кровать. Лиэнн конфликтует с ней, Джулиан и Вира приходят посмотреть на шум. Мамочка утверждает, что не подглядывала, а ребенок уронил соску, и достает её из кармана, пытаясь сделать вид, что подобрала её с пола. Джулиан говорит Лиэнн, что она слишком остро реагирует. Лиэнн возвращается в гостиную и обнаруживает, что все гости исчезли, кроме мистера Хи-Хи. Лиэнн убеждена, что мистер Хи-Хи — член секты, и угрожает ему ножом, когда он приближается к ней. Мамочки возвращаются с прогулки на улице, и Лиэнн требует, чтобы мистер Хи-Хи показал ей свою спину. На ней нет шрамов. Дороти извиняется перед группой. Она произносит тост за материнство. Внезапно из камина вылетают сотни пчел. Все выбегают из дома. Дезинсекторы определяют, что улей, должно быть, провалился в дымоход во время установки видеокамер. Джулиан подозревает Лиэнн. Лиэнн расчесывает мокрые волосы Дороти, которая признаётся, что чувствует себя проклятой, а Лиэнн говорит, что всё в жизни происходит так, как должно быть. |            |                              |                                |                               |                 |
| 23 | 3          | «Волосы» «Hair»              | Карло Мирабелла-Дэвис          | Алисса Кларк                  | 4 февраля 2022  |
| Во флешбэке Джулиан обнаруживает труп Джерико в кроватке, что вызывает у него рвоту. Он плачет от горя и страха, пытаясь привести в чувство свою сестру. В настоящем они с Вирой решают доказать, что Джерико на самом деле ребёнок Лиэнн. Дороти отправляется на работу в парике блондинки, чтобы снять сюжет о конкурсе двойников Мэрилин Монро. Шон и Лиэнн отправляются в парк, но когда Шон дает мелочь бездомному, Лиэнн говорит, что хочет домой. Джулиан встречается с Роско. Он убеждает Роско обратиться за помощью к своему другу, который сделает анализ ДНК Лиэнн, Дороти и Джерико. Мимо них проходит незнакомец. Шон приносит еду ей и другой бездомной женщине. Роско сообщает Джулиану по FaceTime, что ДНК ( образцы волос) нужны ему в течение тридцати минут. Во флешбэке Джулиан со слезами на глазах звонит своему отцу в ночь смерти Джерико и просит о помощи. В настоящем времени Джулиан приходит в детскую и вырывает у Джерико волос. Он безуспешно обыскивает спальню Лианны в поисках ее волос. Лиэнн застает его за поисками под ее кроватью. Джулиан пытается возобновить их отношения и вырывает у неё прядь волос. Она заставляет его уйти. Джулиан ищет пряди волос Дороти и в конце концов находит её расчёску в гостиной. Приходит Роско, и Джулиан отдает ему волосы. Лиэнн наблюдает за происходящим со стороны. Незнакомец из парка стучит в заднюю дверь и спрашивает Шона, может ли он воспользоваться туалетом. Когда он выходит из туалета, Дороти видит его и кричит, заставляя незнакомца выбежать из дома. Дороти решает, что её следующий репортаж должен быть о бездомных в местном парке. Она пытается взять у них интервью, но только один из троих готов разговаривать. Съемочная группа снимает, как Шон раздаёт еду бездомным. Семья с удовольствием смотрит сюжет по телевизору. Приходят результаты ДНК, и Джулиан сообщает Дороти, что Джерико не является её биологическим сыном. Дороти убеждена, что Джулиан снова употребляет наркотики. Приходит мамочка с вечеринки, чтобы забрать оставленную ею сумку с подгузниками, и замечает на столе расчёску — ту самую, с которой Джулиан снял «волосы Дороти». Лиэнн замечает трех бездомных, которые смотрят на нее снаружи, что указывает на то, что они действительно из Церкви Малых Святых.                    |            |                              |                                |                               |                 |
| 24 | 4          | «Кольцо» «Ring»              | Дилан Холмс Уильямс            | Лора Маркс                    | 11 февраля 2022 |
| Тоби заявляется в дом Тёрнеров со своей новой хамоватой подружкой Сильви, которая предлагает свои услуги в качестве помощницы Шона на предстоящем обеде. Сильви носит на безымянном пальце кольцо, которое ей подарил Шон и которое она не может снять. Лиэнн пытается сказать Тоби, что Сильвия грубо обращается с ним, но тот не слушает и возвращается к работе. Сильвия поскальзывается и падает на пол, зацепившись кольцом за крюк и лишается безымянного пальца. Лиэнн уносит Джерико из кухни, пока Шон и Тоби пытаются найти её палец. Тоби случайно активирует утилизатор под раковиной, который перемалывает палец Сильви. Найдя кольцо, Тоб падает в обморок. Вечером Джулиан показывает Шону видеозапись, во время которой Дороти впадает в прострацию во время интервью с уличным художником, и убегает, униженная тем, что у неё началась лактация и молоко испачкало её платье. Она возвращается домой в слезах, и Лиэнн обнимает её, после чего Дороти забирает сына наверх, чтобы покормить его грудью. Она рассказывает Шону, что Вселенная хочет причинить ей боль, и о своем ощущении, что что-то не так. На чердаке Лиэнн надевает кольцо и танцует под песни, которые Дороти ставила ранее во время их занятий аэробикой. На лужайке собирается толпа бездомных, которые пристально смотрят на неё. |            |                              |                                |                               |                 |
| 25 | 5          | «Тигр» «Tiger»               | Логан Джордж и Селин Хелд      | Генри Хайссон                 | 18 февраля 2022 |
| На уличной ярмарке Дороти игнорирует предупреждения Джулиана о том, что за ней, возможно, наблюдает секта, и устраивает дебют Джерико на телевидении, чтобы подколоть свою подругу Изабель, которая хочет заменить её на посту репортера 8-го канала. Лиэнн и Тоби, наконец-то почувствовав себя расслабленными, танцуют и выигрывают игрушечную ламу. В кабинке для рисования на лице Лиэнн просит нарисовать тигра на правой половине её лица. Она подслушивает разговор Изабель и черноволосой матери малыша Мэтью о машине скорой помощи, которая приезжала на смерть Джерико прошлым летом. Лиэнн говорит, что невежливо обсуждать людей за спиной, на что мать отвечает, что невежливо подслушивать. Изабель ищет Лиэнн в интернет-поиске и находит плакат о её пропаже, который Дороти сделала перед Рождеством. Желая раздобыть еды, Лиэнн заходит в одну из торговых палаток и видит свой украденный кинжал, после чего на неё нападают двое, которые преследуют её в доме Тёрнеров, разбив стекло на двери. Впоследствии Лиэнн кладет окровавленный комбинезон в стиральную машину и уверяет Дороти, что ничего не случилось. Она отдает ламу Джерико и идет в ванную, где вспоминает нападение, а затем наносит немного крови на лоб. |            |                              |                                |                               |                 |
| 26 | 6          | «Рыба» «Fish»                | Китти Грин                     | Эми Луиза Джонсон             | 25 февраля 2022 |
| Лиэнн терзают кошмарные воспоминания о той ночи, когда на неё напали члены Церкви Малых Святых. Дороти приходит к ней в комнату и радуется, что Лиэнн смогла выйти на улицу. Шон начинает посещать церковь и молиться, чем сильно раздражает свою жену. Дороти приглашает на ужин новую подругу Шона, пастора Нэнси, в то время как Шону в очередной раз звонит продюсер «Войны вкусов». Дороти в восторге и пытается уговорить Шона согласиться стать ведущими кулинарного шоу. Джулиан напоминает Шону, что в прошлый раз его участие в этом шоу стоило им жизни Джерико. Он считает, что новый сезон пробудит воспоминания Дороти о смерти сына. Найдя в стиральной машине комбинезон Лиэнн и просмотрев камеры наблюдения, Дороти видит нападение и спрашивает Лиэнн, почему та ничего не сказала ей о столкновении с сектантами. Нэнси наконец приходит, и Лиэнн грубо обращается с ней. Шон приготовил несколько рыбных блюд, забыв, что Нэнси — веган. Поднимая из-под стола игрушку Джерико, Дороти замечает, что у Лиэнн дрожат ноги. Нэнси вспоминает об участии Шона в кулинарном шоу в прошлом сезоне, о котором Дороти ничего не помнит. Шон и Джулиан скрывают её замешательство под предлогом того, что у Дороти плохая память. Лиэнн предлагает Нэнси обсудить её секреты и заявляет, что Бог не поможет ей из-за того, что она сделала. Униженная Нэнси уходит и требует, чтобы Шон держался от неё подальше. Джулиан находит в интернете, что в 2012 году Нэнси обвинили в нападении на свою мать, страдающую от деменции. Уложив Джерико спать, Дороти смотрит прошлогодний выпуск «Войны вкусов», но быстро закрывает ноутбук, недоумевая, почему она не помнит это время. На чердаке Шон пытается заверить Лиэнн, что он и все остальные на её стороне. Он верит, что Бог вернул Джерико её руками, на что Лиэнн возражает, что не Бог вернул им Джерико. Шон спрашивает её, кто это сделал, но она молчит в ответ. Лиэнн советует Шону согласиться на работу в шоу. |            |                              |                                |                               |                 |
| 27 | 7          | «Лагерь» «Camp»              | Логан Джордж и Селин Хелд      | Кара Ли Кортрон               | 4 марта 2022    |
| Промо-ролик Шона для «Войны вкусов» приводит в восторг Дороти и Лиэнн. Лиэнн вывозит девятимесячного Джерико на прогулку, а Дороти хочет заставить Джулиана прекратить спать с Лиэнн; он заверяет сестру, что всё в прошлом. Дороти рассказывает ему о нападении сектантов на Лиэнн и о том, что не помнит, как Шон год назад участвовал в «Войне вкусов»; она боится, что сходит с ума. Джулиан объясняет, что после родов Дороти находилась в состоянии сильного стресса. В парке Лиэнн подходит к группе бездомных, которые дарят ей ожерелье и называют Джерико чудо-ребёнком. Увидев это из окна, Дороти паникует и бежит забрать своего сына. Она запрещает Лиэнн ходить в парк, в ответ Лиэнн замечает, что Дороти одержима контролем как тетя Мэй. Шон не обращает внимания на растущую паранойю Дороти по поводу безопасности Джерико. Лиэнн рассказывает Шону, что бездомные, кажется, боготворят её за то, что она посмела восстать против Церкви Малых Святых. Желая навсегда избавиться от Лиэнн, Дороти записывает Лиэнн на двухмесячные курсы по семиотике танца в Нью-Джерси. Шон возмущен, что Дороти не посоветовалась с ним по поводу такого неожиданного решения. Дороти обвиняет Шона в газлайтинге. На следующее утро Джулиан с осуждением говорит Дороти, что она совершает неразумный поступок, заставляя Лиэнн уехать, на что Дороти отвечает, что Джулиан должен принять отъезд Лиэнн как данность. Лиэнн выходит из дома, а Дороти кричит, обнаружив на детском стульчике куклу-реборна вместо Джерико. Все в панике обыскивают дом, слыша плач младенца, доносящийся непонятно откуда. Вира расстается с Джулианом после того, как он называет её наркоманкой и проситуткой. Понимая, что уход Лиэнн связан с внезапным исчезновением Джерико, Шон молится Богу. Лиэнн возвращается в дом, а Дороти в ярости приказывает ей сказать, где Джерико. Лиэнн отвечает, что Джерико всё это время был у себя в кроватке. Дороти находит Джерико в детской, и Шон говорит ей, что Лиэнн остаётся, так как он не хочет снова потерять своего сына. Шон извиняется перед Лиэнн и заявляет, что она может находиться здесь столько, сколько захочет. Лиэнн благодарит Дороти за попытку расширить её кругозор, но объясняет, что не может оставить Джерико, ведь без неё с ним может случиться что угодно. |            |                              |                                |                               |                 |
| 28 | 8          | «Пончик» «Donut»             | Дилан Холмс Уильямс            | Алисса Кларк                  | 11 марта 2022   |
| Лиэнн берет на себя роль лидера в лагере бездомных, обитатели которого, судя по всему, являются беглецами из секты. Дома Дороти холодно относится к Лиэнн и не разрешает ей прикасаться к Джерико, а также заставляет Шона спать на диване до тех пор, пока он не выгонит Лиэнн. Изабель появляется возле дома Тёрнеров и разговаривает с Лиэнн, предлагая подружиться с ней и объединиться на почве их общих обид на Дороти. Изабель вызывает скорую помощь для бездомного, который, по её словам, потерял сознание на улице, и Лиэнн видит, как она разговаривает с фельдшером и показывает на дом Тёрнеров. Изабель конфликтует с Дороти, очевидно, узнав правду о Джерико, но Дороти ничего не не понимает и считает, что Лиэнн обвинила её в похищении после доставки пиццы в дом семьи Марино. Лиэнн пытается отговорить Изабель от расследования в отношении Дороти и Джерико, но Изабель непреклонна. Вечером Дороти приглашает своего отца и его подружку Кортни на торжественный ужин, который, как надеялся Шон, будет посвящен просмотру премьеры его кулинарного шоу. Дороти получает сообщение, переключает канал и видит Изабель, которая ведёт репортаж с полицейского рейда. Тёрнеры становятся свидетелями, как шальная пуля убивает Изабель во время прямого эфира. Дороти замечает, что Лиэнн зловеще улыбается при этом. Лиэнн выбрасывает в мусорник пакет с пончиками, который Изабель принесла в дом. |            |                              |                                |                               |                 |
| 29 | 9          | «Обязательство» «Commitment» | Вероника Франц и Северин Фиала | Лора Маркс и С. Генри Чейссон | 18 марта 2022   |
| Дороти спрашивает Лиэнн про её улыбку после смерти Изабель, и Лиэнн заявляет, что Изабель хотела обидеть Дороти. Лиэнн и Джулиан занимаются сексом на заднем дворике, не подозревая, что Дороти наблюдает за ними через камеры видеонаблюдения; Дороти разговаривает с Джулианом, который предлагает ей помириться с Лиэнн. Дороти тем временем продолжает в одиночку заботиться о Джерико, не подпуская к нему даже Шона. Дороти отказывается от завтрака, приготовленного Шоном, вместо этого ест хлопья и находит в миске с хлопьями червей. Когда Лиэнн уходит в парк, Дороти роется в её вещах и видит рисунок, на котором Лиэнн хлещет себя. Дороти видит на шрамы спине Лиэнн и спрашивает о них, но Лиэнн утверждает, что она больше не наказывает себя и не подчиняется секте. Дороти уговаривает отца привести в дом своего друга-психиатра, чтобы тот организовал Лиэнн принудительную госпитализацию в психбольницу. Доктор беседует с Лиэнн и Дороти по отдельности. После беседы с Дороти в доме появляется Фрэнк, и Дороти узнает, что отец прислал врача для оценки её психического состояния, а не Лиэнн. Фрэнк и доктор предлагают отправить Дороти на лечение, Шон и Джулиан возражают, а Лиэнн убеждает их оставить Дороти в доме, манипулируя Дороти, чтобы та наконец позволила ей взять Джерико на руки. Фрэнк и доктор соглашаются, и доктор даёт Дороти тразодон. Дороти сворачивается калачиком в ванной, слыша, как Лиэнн поёт Джерико колыбельную. |            |                              |                                |                               |                 |
| 30 | 10         | «Мама» «Mama»                | Ишани Найт Шьямалан            | Райан Скотт                   | 25 марта 2022   |
| Дороти просыпается на следующее утро после того, как ей дали тразодон. Шон и Джулиан выражают ей поддержку и обещают больше не пускать в дом её отца. Лиэнн говорит Дороти, что она всегда будет помогать и прощает за то, что она пыталась её отослать, и просит прекратить борьбу с ней. Дороти обещает забыть о прошлом и начать жизнь с чистого листа, но Шон и Джулиан не верят в искренность слов Дороти. На следующее утро Лиэнн берет Дороти с собой на прогулку в парк с бездомными и рассказывает Дороти о новой вакансии ведущего, которую нашел один из её друзей, но Дороти не верит в возможность своего трудоустройства. В ванной Джерико, которого купает Дороти, произносит «мама», своё первое слово. Однако потом Дороти понимает, что Джерико смотрел через её плечо и, скорее всего, имел в виду Лиэнн. В тот вечер Дороти готовит ужин для себя, Шона, Лиэнн и Джулиана, и все они пребывают в хорошем настроении. После ужина Дороти мирится с Шоном, и они целуются в постели. Возле дома Тёрнеров Роско разговаривает с дядей Джорджем, который остался жив после аварии, и Джордж говорит ему, что дом гниет. Шон засыпает, а Дороти пытается убежать из дома вместе с Джерико, но Лиэнн останавливает её и будит Шона и Джулиана. Когда Дороти говорит им, что уходит, Лиэнн извиняется перед ней, после чего позади Дороти разрушаются перила, подточенные термитами. Лиэнн хватает Джерико, а Дороти падает на первый этаж, ударяясь спиной о перила, которые ломаются по пути вниз. Лёжа на полу и не в силах пошевелиться, она видит, как Лиэнн смотрит на неё сверху вниз, держа малыша Джерико. |            |                              |                                |                               |                 |

### Сезон 4 (2023)
| № общий | № в сезоне | Название              | Режиссёр                       | Автор сценария                          | Дата премьеры   |
| ------- | ---------- | --------------------- | ------------------------------ | --------------------------------------- | --------------- |
| 31      | 1          | «Голубь» «Pigeon»     | Дилан Холмс Уильямс            | С. Генри Чейссон                        | 13 января 2023  |
| 32      | 2          | «Зуд» «Itch»          | Китти Грин                     | Ишани Найт Шьямалан и Алисса Кларк      | 20 января 2023  |
| 33      | 3          | «Сеанс» «Séance»      | Ишани Найт Шьямалан            | Ишани Найт Шьямалан                     | 27 января 2023  |
| 34      | 4          | «Бу!» «Boo!»          | Дилан Холмс Уильямс            | Ишани Найт Шьямалан и Эми Луиза Джонсон | 3 февраля 2023  |
| 35      | 5          | «Соседи» «Neighbors»  | Карло Мирабелла-Дэвис          | Кара Ли Кортрон                         | 10 февраля 2023 |
| 36      | 6          | «Зоопарк» «Zoo»       | Селин Хелд и Логан Джордж      | Ишани Найт Шьямалан и Девин Конрой      | 17 февраля 2023 |
| 37      | 7          | «Миф» «Myth»          | Ишани Найт Шьямалан            | Ишани Найт Шьямалан и С. Генри Чейссон  | 24 февраля 2023 |
| 38      | 8          | «Туннели» «Tunnels»   | Нимрод Антал                   | Лора Маркс                              | 3 марта 2023    |
| 39      | 9          | «Пробуждение» «Awake» | М. Найт Шьямалан               | Ишани Найт Шьямалан                     | 10 марта 2023   |
| 40      | 10         | «Падший» «Fallen»     | Вероника Франс и Северин Фиала | Лора Маркс                              | 17 марта 2023   |

## Производство
27 февраля 2018 года было объявлено, что корпорация Apple заказала первый сезон сериала, состоящий из десяти эпизодов. Сценаристом и режиссёром стал М. Найт Шьямалан, оператором — Майк Юлакис. Компании Blinding Edge Pictures, Escape Artists и Dolphin Black Productions принимали участие в создании сериала. Лорен Эмброуз и Нелл Тайгер Фри получили главные женские роли, 30 ноября 2018 года стало известно, что к команде актёров присоединился Руперт Гринт, 4 декабря того же года — что Тоби Кеббелл сыграет главную мужскую роль. Съёмки проходили в Филадельфии с ноября 2018 года по март 2019 года. Сцены на улице снимались в центре города.
Премьера пилотной серии состоялась 28 ноября 2019 года. За шесть дней до этого стало известно, что сериал продлён на второй сезон. Шьямалан, по его словам, рассчитывал, что сериал растянется на 60 получасовых эпизодов (шесть сезонов). Премьерный показ второго сезона начался 15 января 2021 года, а в декабре 2020 года стало известно, что шоу продлено на третий сезон. Премьера третьего сезона состоялась 14 января 2022 года, премьера четвёртого и последнего — 13 января 2023 года.

## Оценки
На сайте Rotten Tomatoes первый сезон сериала имеет рейтинг одобрения 85 % на основании 47 рецензий критиков, со средним рейтингом 7 из 10. Критический консенсус сайта гласит: «Хотя скользкая тайна „Дома с прислугой“ часто теряется в тёмных углах повествования, его камерная атмосфера и мощные актёрские работы создают достаточное напряжение, чтобы оставлять зрителей заинтересованными».
На сайте Metacritic первый сезон сериала набрал 66 баллов из 100 возможных, что основано на 19 отзывах и что указывает на «в целом благоприятные отзывы».
В январе 2020 года режиссёр Франческа Грегорини подала в суд на разработчиков сериала, включая Тони Басгэллопа и М. Найт Шьямалана, вовлечённые в продюсирование компании и Apple TV+, заявив о нарушении авторских прав в отношении её фильма 2013 года «Эмануэль и правда о рыбах». Басгэллоп и Шьямалан ответили, что ни один из них не видел фильма Франчески, а любое сходство с её картиной является совпадением.